# Libro de cocina

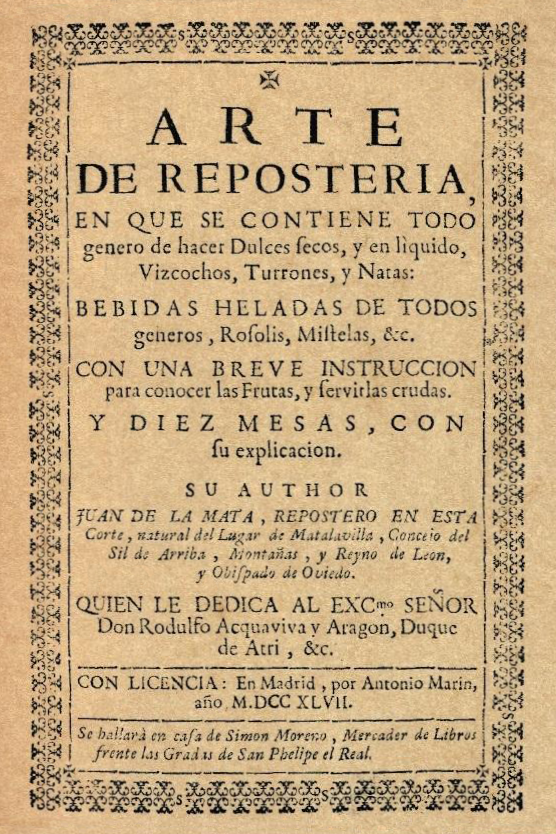
Arte de repostería de Juan de la Mata (1747)

Un libro de cocina, libro culinario o también recetario es una colección de recetas de cocina elaboradas por un cocinero que suele exponer algunos trucos culinarios y diferentes experiencias personales. Uno de los más antiguos en lengua europea distinta del latín es el Llibre de Sent Soví, del que se conserva un manuscrito de 1313 o antes, pudiendo ser de 1024. También hay otros, como el escrito por Guillaume Tirel (1326 - 1395) durante la Gastronomía de la Edad Media, cuyo alias fue Taillevent.
Uno de los recetarios más antiguos de México en donde aparece por primera vez mencionada a la cocina mexicana como tal es el El cocinero mexicano ó colección de las mejores recetas para guisar al estilo americano, y de las más selectas según el método de las cocinas española, italiana, francesa e inglesa. Con los procedimientos mas sencillos para la fabricación de masas, dulces, licores, helados y todo lo necesario para el decente servicio de una buena mesa (1831).